# レヴァズ・ベシッゼ
レヴァズ・ベシッゼ（グルジア語: რევაზ ბეშიძე、グルジア語ラテン翻字: Revaz Beshidze、1959年11月5日 – ）は、ジョージアの外交官、地理学者。2010年から2013年まで駐日本大使を務めた。

## 生い立ちと教育
1959年にトビリシで誕生。1966年から1976年までスフミのショタ・ルスタヴェリ初等学校で教育を受け、その後1976年から1982年までトビリシ国立大学の地理学部において地理学を学んだ。1986年から1990年までトビリシ国立大学の大学院で地理学を研究。1998年から1999年までイタリア・ローマのNATO国防大学で第93期上級課程を修了。2000年にドイツ・ガルミッシュ＝パルテンキルヒェンのジョージ・C・マーシャル欧州安全保障研究センターで防衛学上級管理者課程を修了。2005年にイギリス・ロンドンの王立国防大学で国際関係学の全課程を修了。

## 職歴
1982年12月から1983年9月までスフミの科学研究所で勤務。1983年10月から1989年4月までアブハジア国立大学で研究助手・教員として勤務。その後、1989年5月から1996年10月までトビリシ国立大学スフミ校にて地理学部の学部長を務めた。
1996年11月にジョージア外務省の国際機関部に入省し、北大西洋条約機構武装解除課の三等書記官に任命された。その後外務省において、政治軍事情勢部軍事協力課課長代理（1996年11月–1997年4月）、同課長（1997年8月–1998年3月）、対ロシア政治軍事情勢部軍事協力課長（1998年3月–1998年10月）、政治軍事情勢部副部長（1998年11月–2000年5月）、同部長（2000年5月–2004年7月）、欧州大西洋統合安全政策部部長（2004年–2006年）を歴任。

## 外交
1999年から2004年までジョージアとロシアの軍事問題に関する交渉においてジョージア代表団に参加し、専門家グループの責任者を務めた。また1997年から2009年までは、欧州安全保障協力機構、北大西洋条約機構、独立国家共同体、その他の国際機関による会議および交渉に、ジョージア政府代表部として出席した。加えて1998年から2003年までは、アメリカ、イギリス、ドイツ、ウクライナとの安全保障会議に、ジョージア代表団の一員として参加した。その後、北大西洋条約機構ジョージア派遣団理事長（2006年–2009年）、駐日ジョージア大使（2010年–2013年）を務めた。